# Великий палац (Константинополь)

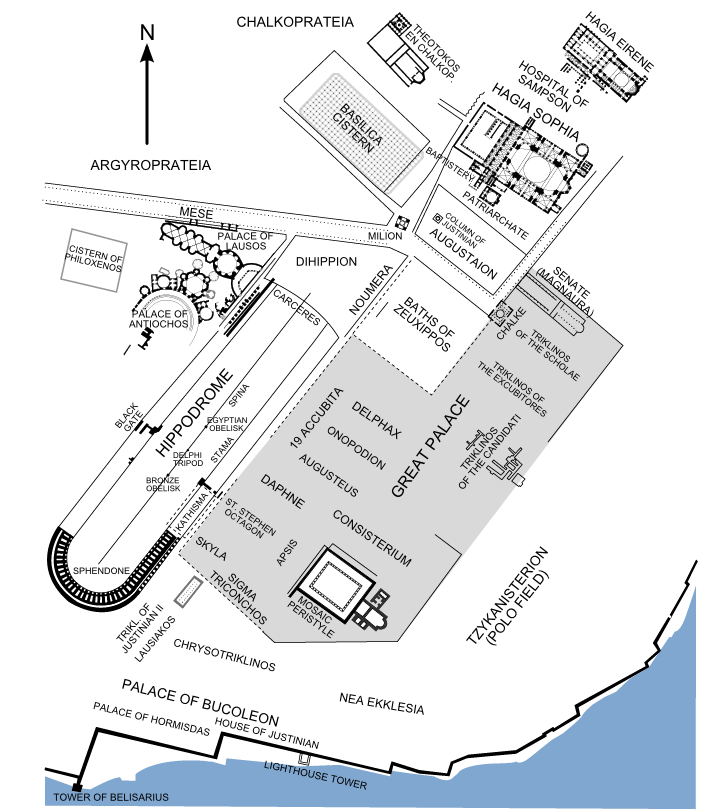
Імперський район

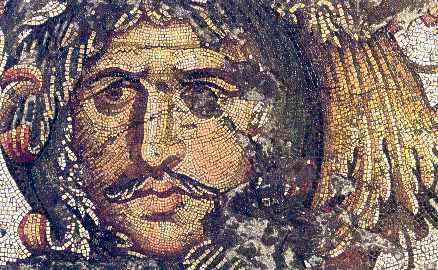
Переможений вождь варварів, мозаїка на підлозі, VI століття

Великий палац (грец. Μέγα Παλάτιον; лат. Palatium Magnum; тур. Büyük Saray), також Святий палац (грец. Ἱερὸν Παλάτιον; лат. Sacrum Palatium) — колишня головна резиденція візантійських імператорів, що існувала в Константинополі протягом 800 років, з 330 до 1081. Закладений Костянтином Великим між іподромом і Святою Софією, перебудований Юстиніаном і розширений Феофілом. Дітей імператора, народжених в порфірний залі палацу, називали Порфірородними.